# Pedro Sá
Pedro de Sá Tapajós Santos (Rio de Janeiro, 30 de maio de 1972) é um guitarrista, baixista, vocalista e produtor de discos brasileiro. 
É conhecido por seu papel determinante na sonoridade dos discos de Caetano Veloso da segunda metade dos anos 2000, ao lado da banda Cê que formou pra acompanhar o cantor baiano. É conhecido também por ser uma das quatro cabeças do grupo dos anos 90 Mulheres Q Dizem Sim.

## Primeiros anos
Pedro é filho do compositor, locutor e roteirista Rô Tapajós e da artista gráfica e cantora Tetê Sá. É irmão do cantor e compositor Jonas Sá.
Aos 11 anos ganhou sua primeira guitarra, instrumento do qual nunca mais se separou.

## Carreira
Pedro Sá tocou em inúmeros conjuntos e discos. A lista inclui artistas que vão de Tom Jobim a Adriana Calcanhotto, passando por Jorge Ben Jor. Entre os trabalhos de maior destaque estão a participação na banda de Lenine nos shows dos discos O Dia em que Faremos Contato e Na Pressão, na Banda Cê de Caetano Veloso, no disco Adriana Partimpim Tlês e na participação recorrente no projeto X+2, dos amigos Moreno Veloso, Domenico Lancellotti e Alexandre Kassin, além de ser integrante da Orquestra Imperial e da banda de Rubinho Jacobina, a Rubinho e Força Bruta.

### Produtor de discos
Além de instrumentista, Pedro Sá é também produtor de discos. Entre os trabalhos que produziu se destacam os álbuns Cê, Zii e Zie e Abraçaço, de Caetano Veloso, que produziu com Moreno Veloso, o disco Coisa Boa, do próprio Moreno  (produzido também em parceria com ele), o EP "Mitologia do Kaos" de Jorge Mautner(ao lado de Bartolo e Jonas Sá) e "Frascos, Comprimidos e Compressas" de Ronei Jorge e os Ladrões de Bicicletas..

### Mulheres Q Dizem Sim
Embora a primeiro conjunto em que Pedro tenha tocado tenha sido a banda Sangue, ao lado do amigo de adolescência Davi Moraes, e a primeira vez que tenha chamado a atenção tenha sido no Paca Tatu, Cotia Não, ao lado de Daniel Jobim, João Bonelli, Domenico Lancellotti e Claudio Lins, o primeiro grupo do instrumentista a assinar com uma gravadora e uma das bandas pelas quais ele é mais conhecido é o Mulheres Q Dizem Sim. 
O quarteto, composto por ele (na guitarra e voz) e pelos amigos, o baixista e vocalista Palito (hoje, diretor de programas da TV Globo como o Caldeirão do Huck), o baterista Domenico Lancellotti e o guitarrista e vocalista Mauricio Pacheco (também conhecido pelas bandas Furto e Stereo Maracanã) foi influente para diversos outros grupos e artistas entre os quais os Los Hermanos. Em 1994, gravaram um disco pela gravadora Warner Music Brasil aclamado pela crítica mas com sucesso comercial abafado pelo pouco caso da gravadora.
A banda chegou a ganhar o prêmio de melhor democlipe pelo vídeo de Eu Sou Melhor Que Você no MTV Video Music Brasil 1996, pouco antes de dar por encerrada a sua carreira.

### Caetano Veloso
A parceria de Pedro Sá e Caetano Veloso ficou mais conhecida em 2006 com o lançamento do disco Cê, considerado uma curva radical na sonoridade do cantor e compositor baiano, mas em realidade é mais antiga que isso. Pedro tocou pela primeira vez com Caetano (e, na ocasião, com Gilberto Gil também) em 1993, em Tropicália 2, álbum que também defendeu nos shows ao vivo. Em 1998, Pedro voltou tocar com o artista na faixa Livros, do disco Livro (álbum)).
Em 2000, Pedro Sá produziu as faixas Rock'n'Raul e Ia, do álbum Noites do Norte (de 2000). O trabalho marcou as primeiras produções de Pedro para o cantor. Ele ainda tocou nos shows do mesmo disco assim como o fez em A Foreign Sound, em 2004, co-produzindo as faixas Come as You Are e Nature Boy e tocando nos shows da turnê.
Em 2006 foi a vez de Caetano chamar Pedro pra formar uma banda e produzir o disco Cê. O disco foi sucesso de crítica e público e marcou o início de uma fase nova, mais roqueira e energética da carreira do cantor que, junto à Banda Cê, formada também pelo baterista Marcelo Callado e o baixista e tecladista Ricardo Dias Gomes, ainda gravaria mais dois discos de estúdio e três discos ao vivo.